# Casa Fasson
Casa Fasson és una obra de Cervera (Segarra) protegida com a Bé Cultural d'Interès Local.

## Descripció
Situada al carrer Major, nucli antic del municipi. El complex del convent i l'església de Sant Agustí respon actualment a diversos moments constructius, predominant però, la gran reforma o reconstrucció de la qual tot el conjunt va ser objecte durant l'últim terç del segle xix. Aquest ha estat notablement modificat, tot i que conserva alguna llinda o brancal de finestra, visible des de l'exterior, que delata la construcció d'època moderna, si bé el parament actual és d'un arrebossat llis sense concessions als elements decoratius. A l'interior alberga un petit claustre neogòtic amb arcs ogivals de maó. L'entrada al recinte conventual es realitza pel carrer Major, a través de la que era una casa del segle xviii anomenada Cal Fasson.
Aquesta casa presenta l'estructura pròpia de les cases cerverines del segle xviii, sobretot pel que fa a les obertures. Emmarcada a banda i banda per sengles faixes de carreus encoixinats, la planta baixa és la part que ha estat modificada, amb clares intervencions vuitcentistes. La porta presenta un coronament de secció trapezoidal i està flanquejada a banda i banda per pilastres toscanes acanalades sobre podi -que es repeteixen en una versió simplificada als extrems de la façana.
Al primer pis, dues obertures motllurades i amb arc rebaixat, unides per una única balconada de forja, flaquegen un marc central també amb perfil rebaixat i amb el mateix tipus de motlluratge, però que no perfora el mur, ans al contrari serveix d'emmarcament a un senzill plafó ceràmic.
Al segon pis, un únic balcó està situat al centre, flanquejat per dues finestres menors, mentre que al tercer pis, un altre balcó n'esdevé l'única obertura. Finalment, una última senzilla motllura separa l'espai destinat a golfes o sota teulada, definit per tres òculs el·líptics que segueixen la tendència marcada per la construcció de la Universitat.

## Història
El convent de Sant Agustí fou fundat el 1362 per Ramon Serra el Vell, la sepultura del qual podem admirar a l'interior de l'església parroquial de Santa Maria.